# オーバードライブ (音響機器)

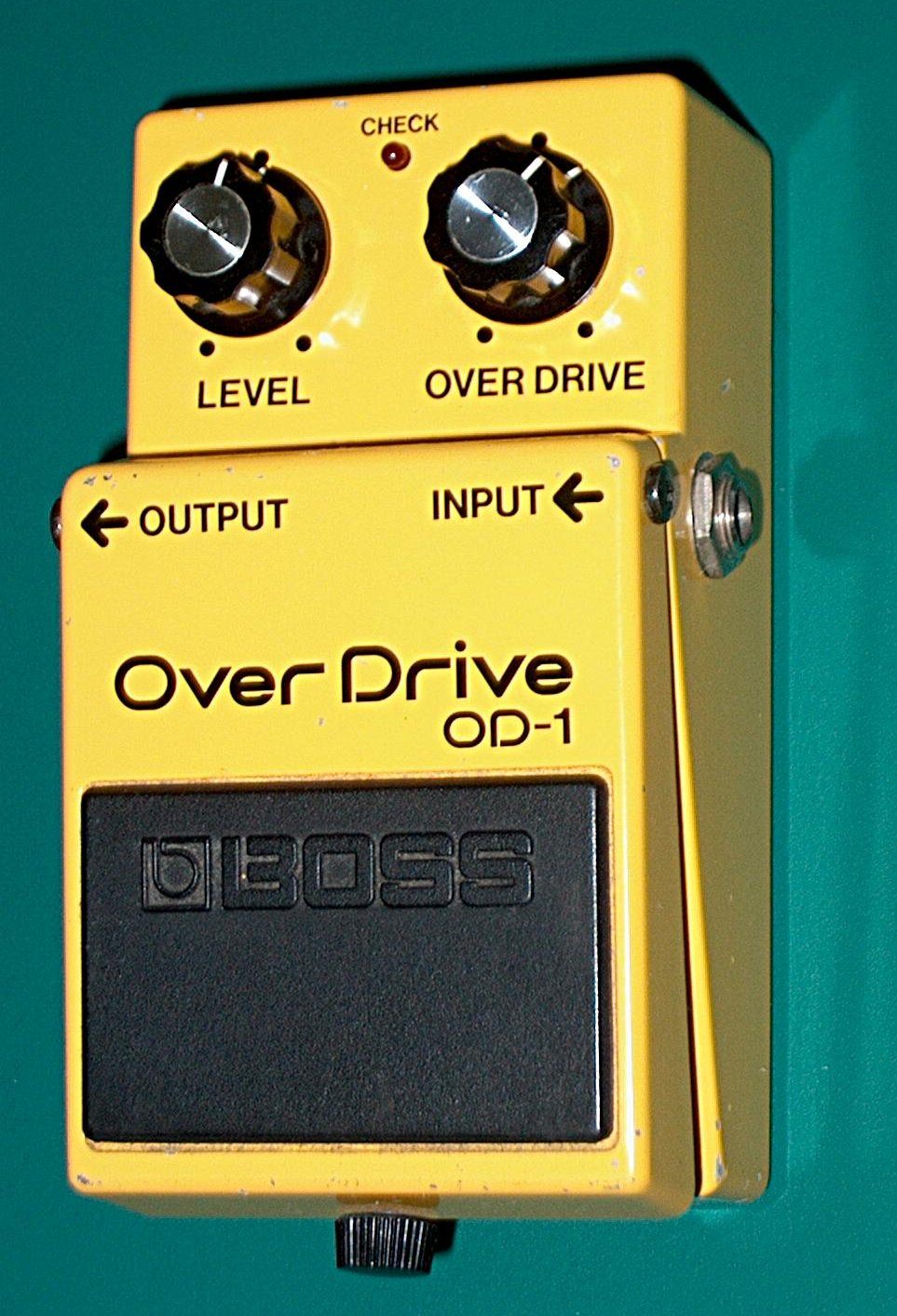
Boss社製 コンパクトエフェクター「OD-1」

音響機器におけるオーバードライブ(overdrive)とは、楽器用アンプなどにおいて、電子楽器から過大な出力電圧が加えられるかアンプ回路内部で過大増幅に陥った際に、回路性能の限界で飽和し出力音が歪（ひず）んでしまう状態を指す。"overdrive"とは‘酷使’‘過負荷’の意で、増幅回路にとって異常な動作状態を指す用語である。狭義では電子楽器の音をいわゆる歪んだ音色に加工するエフェクターのうち一分類を指す。狭義のオーバードライブ・ユニットはエレキギターで最も多用されるが、エレキベース、電子オルガンなどにも利用される他、ボーカルのエフェクトとして用いられる場合もある。

## 歴史

三極管(Triode)の真空管の構造

1960年代半ば以前における、楽器用に用いられる真空管アンプは、アンプの許容範囲を超える出力電力に設定すると、オーバードライブを起こし、アンプから発する音が歪む構造であった。1960年代半ば以降はこの音色を獲得するために意図的にアンプを大音量に設定し、主にロック音楽（特にブルースロック、ハードロック）を中心に表現の一部として積極的に利用するようになった。
エレキギターなどの音響信号を増幅するギターアンプに過大入力を与える、またはアンプ側で過大増幅を行い、アンプを酷使することで歪んだ音色を得ることが一般的だったが、アンプ自体の負担も大きく故障の原因になることや、結果的に大音量となるためアンサンブルに支障を来すことなど問題点はあった。そのため、改造や回路の変更によって任意の音量下でも容易に歪みが得られるよう制御し易くなったアンプが登場することとなる。歪んだ音色を得て、個別に調整する目的で増幅回路を多段化し、オーバードライブを得る電圧増幅段（プリアンプ）の増幅率調整ノブはGain、Over Driveあるいは単にDriveと表記され、過大になった出力音を抑制すべく、Master VolumeまたはMasterと表記される電力増幅段（パワーアンプ）の増幅率調整ノブも設けられるようになった。
その後、1970年代に、この様なオーバードライヴによる歪みを意図的に生じさせる、もしくはその歪んだ音を意図的にシミュレートする音響機器（オーバードライブ・ユニット）が登場する。これらコンパクトエフェクターにおけるオーバードライブは、Gain/Drive、Masterノブといった機構を持たない、主として安価なアンプを用いる際に歪みを得る目的で開発された。

## 動作原理

クリッピング波形の種類。ソフト・クリッピングとハード・クリッピング。オーバードライブは前者と関連付けられる事が多い

ハードクリッピング・ディストーション型
MXRの「Distortion+」（1973年発売）に使用された回路。オペアンプによる増幅を経て、ダイオードでクリッピングさせる。DOD社の「Overdrive Preamp 250」（1973年）も同様の回路を持つ。
非対称ソフトクリッピング型・OD系・黄色系
BOSSの「OD-1 オーバードライブ」（1977年）、「SD-1 スーパーオーバードライブ」（1981年）が代表的。オペアンプによる増幅を経る点では上述のものと同様だが、クリッピングダイオードは反転入力端子と出力端子との間（帰還回路）に挿入される。このうち、組とするダイオードの個数または種類に違いを持たせたものを指す。対称型に比してより多くのボリューム、ハーモニクスが得られるとされる。ただし、BOSSのOD系後継機種にはこの方式に留まらず、様々な方式が採られている。
対称ソフトクリッピング型・TS系・緑系
Ibanez/Maxonの「TS-808 チューブスクリーマ」（1979年）、「TS-9 チューブスクリーマ」（1982年）が代表的。オペアンプによる増幅、クリッピングダイオードは帰還回路に挿入され、組とするダイオードは同じものを用いる。非対称型に比してよりスムーズなドライブが得られるとされる。
真空管内蔵型
Chandler社の「Tube Driver」（1978年）が草分け。歪みを得るための回路方式は様々だが、本物の真空管を内蔵し、これによる音色の色付けを行うのが特徴。
トランスペアレント系
マーシャル「ブルーズブレイカー」ペダル（1992年）の回路を基にした発展形。ローゲイン・オーバードライブで、Driveを上げれば高域も強調される、逆にToneはカット方向にしか効かない高域フィルター型であるという特徴を持つ。特にブースターとしての使用時に他のオーバードライブユニットと比して音色の味付けが少ない為こう呼ばれる。ポール・コクレンの「Tim」「Timmy」やAnalogman「King of Tone」、JHS「Morning Glory」など。
クロン型
Klon「Centaur(センタウアー、ケンタウロス)」およびそのクローン。英語版記事を参照。1994年に個人ビルダーのビル・フィネガンによって販売開始され、高価な「ブティックペダル」の先掛けとなった。オリジナルは以後もその希少性から取引価格上昇を続けているが、2009年頃にインターネットユーザーによる回路の解析がなされ多くのクローンが作られるようになった。エレクトロ・ハーモニックス「Soul Food」(2014年)以後は大量生産メーカーもこの流れに参入。オーバードライブとしての回路はゲルマニウムダイオードによるハードクリッピングだが、ゲインのノブが2軸となっており、音色の歪みが深くなって行くと同時にクリーンな信号がミックスされていくのが特徴。また電源の内部昇圧(18Vと-9V間の27V)によるレンジの改善やブースターとしての使用法にも定評がある。
ディスクリート系
BOSS「BD-2 ブルーズドライバー」（1995年）に代表される 。 ICオペアンプを使用せず、通常オペアンプで行われる処理を一個一個のパーツで組んだ機構で行うゲインステージのカスケード構造が特徴。BD-2自身は特定のアンプの音色を模した訳ではないが、この構造を突き詰めるとある種真空管アンプの機構と似た面が出て来る為、後にアンプライク系とされる様々なアンプ機種そのものの音色を再現する形のオーバードライブペダルの流れにも大きな影響を与えて行った。
その他
真空管ギターアンプのプリアンプ部を接合型FETで模倣した回路や、CMOSロジックICのNOTゲートを反転増幅器に見立てた回路等、オーバードライブと称されるエフェクターはディストーションよりも回路のバリエーションが多い。

## 分類
一例として、BOSSのエフェクターを見ると、非反転増幅回路を形成するオペアンプの出力側にクリッピングのダイオードを挿入しているものには「ディストーション」の名称が用いられており、オペアンプの帰還回路にクリッピングのダイオードを挿入しているものには「オーバードライブ」の名称が用いられている。但し、増幅回路の出力側に置くクリッピング素子がダイオードでなく、真空管やFETである場合には、よりアンプの歪みに似せている、という意図を込めて「オーバードライブ」とネーミングされている場合が多い。